# Conjunt simplement connex
En topologia, es diu que un conjunt és simplement connex quan qualsevol contorn (corba tancada) contingut en ell es pot transformar per homotopia en un punt.
En un conjunt simplement connex, per tant, dos contorns qualssevol (independentment de la seva orientació) són homòtops entre si, ja que no té sentit parlar de l'orientació d'un únic punt.
Si un conjunt no és simplement connex, es diu que és múltiplement connex.
En el cas dels subconjunts del pla cartesià, es pot dir que un conjunt connex i delimitat és simplement connex si el seu complement és connex, és a dir, un conjunt és simplement connex si "no conté forats".